# Saleem Haddad
Saleem Haddad (àrab: سليم حداد, Salīm Ḥaddād) (Al-Kuwait, 1983) és un escriptor i cooperant kuwaitià, fill de mare iraquianoalemanya i de pare palestinolibanès. Va ser estudiar a Jordània, Canadà i el Regne Unit.
La primera novel·la de Haddad, Guapa, es va publicar el març de 2016 per l'editorial Other Press. El llibre, que es distribueixen en 24 hores, explica la història d'en Rasa, un homosexual que viu en un país àrab no identificat, i que intenta forjar una vida per si mateix enmig de l'agitació política i religiosa. VICE va publicar un fragment de la novel·la, i l'obra va rebre nombrosos elogis; The New Yorker la va descriure com a «vibrant i punyent».
L'obra de Haddad també ha aparegut a Slate i Muftah. També ha treballat com a cooperant amb Metges Sense Fronteres i altres organitzacions al Iemen, Síria i l'Iraq. Viu a Londres amb la seva parella.